# Таймс
Таймс (англ. The Times — «часи») — впливова щоденна британська газета, одна з найстаріших у світі. Заснована у 1785 році Джоном Волтером. Власником газети є корпорація News Corporation на чолі з Рупертом Мердоком. Історично вважається консервативною газетою, однак у 2001 та 2005 роках підтримала Лейбористську партію під час виборів. Від часу заснування, протягом 219 років друкувалася у широкому форматі, але у 2004 році перейшла на компактний формат з наміром поширити свій вплив на молодшу аудиторію.

## Прізвисько «Громобоєць»
Вважається, що знамените прізвисько «Громобоєць» газета отримала в 1831 році після передовиці, написаної редактором Томасом Барнсом, в якій він закликав читачів гучно підтримувати Білль про парламентську реформу. «Силою грому громадської думки ми повинні переконати владу і прийняти новий громадський кодекс», — стверджувала газета. Проте, судячи з газетних архівів, це не зовсім так.
У 1830 р. газета надрукувала передовицю, у якій ставилися під сумнів обставини смерті лорда Грейвса. Він був знайдений лежачим у своїй ванній кімнаті в калюжі крові з перерізаним горлом. Слідство винесло вердикт про самогубство, але Таймс вважала, що це рішення не є правильним. Грейвс був об'єктом скандальних чуток про його дружину та графа Камберленд. Пізніше спливли факти, які, схоже, знімали сумніви у версії самогубства, і Таймс у своїй передовиці визнала, що поспішила з обвинуваченнями. Конкуруюча газета, Монінг Геральд, скористалася можливістю дорікнути Таймс — «відому як Громобоєць, але частіше звану головотяпом». Так чи інакше прізвисько пристало до газети і зміцнило її імідж вагомого, авторитетного видання.

## Історія

### 1785—1890
Таймс була першою газетою, яка містила с своїй назві слово «час». Вона була заснована 1 січня 1785 як «Щоденний перелік новин» (The Daily Universal Register). З початку 1788 року до назви додалося The Times та газета декілька місяців мала довжелезну назву The Daily Universal Register or The Times. Пізніше громіздке доповнення було відкинуто, і залишилося просто The Times.
Газета закономірно з'явилася в ході маркетингового проєкту. Друкар на ім'я Джон Волтер вирішив видавати рекламні листки революційним на той час методом типографського набору — логографією. Метод був оснований на використанні збірних блоків слів і типових поєднань літер, на противагу раніше застосовуваним одиничним літерам. Вважалося, що це прискорить процес набору, але на практиці виявилося, що новий метод вимагає стільки ж часу, що і старий, і від нього швидко відмовилися.
Тим не менше, коли в середині 80-х рр. Руперт Мердок вводив нову технологію друкування, він ненавмисно продовжив сформовану за багато років традицію раціоналізації. 1814 року Таймс була першою газетою, яка друкувалася за допомогою пари на верстаті Кеніга і Бауера. До цього газети друкували вручну. Коли Джон Волтер II побачив машину Кеніга в дії, то зрозумів, що цей пристрій дозволить йому збільшити наклад газети, який до того часу обмежувався чотирма з половиною тисячами, і дасть йому можливість давати в номер найостанніші новини.
Потім з'явилися інші досягнення науково-технічного прогресу XIX століття. Створення Волтером нової друкарської машини в 1860 р. дозволило друкувати газету одночасно з обох сторін, що значно підвищило її продуктивність. Таймс була першою англійською газетою, доставленою 11 грудня 1849 на потязі до Парижу до 1:30 опівдні — в день виходу з друку.
Волтер зробив усе, щоб газета «стала цікавою усім читаючим колам». У своїй першій редакційній статті він заявляє про те, що «газета має бути хронікером часу, вірним літописцем усіх проявів людського розуму, вона не повинна зосереджуватися тільки на одній події, але, подібно гарно сервірованому столу, повинна мати у своєму арсеналі страви на будь-який смак <…> та, уникаючи слабкостей, триматися золотої середини».
У 1852 році в «Доктрині Делейна» були сформульовані основні принципи роботи газети. Лорд Дербі звернувся до керівництва газети з вимогою: «Якщо і ми (влада), і ви працюємо на єдину країну, газета повинна підтримати країну». На що Делейн відповів: «Влада приховує причини своїх вчинків, журналістика ж живе викриттями. Влада служить партії, газета — народу». Таким чином була сформульована формула незалежності преси від влади.
Таймс була першою газетою, що відправила військових кореспондентів для висвітлення особливих конфліктів. Рассел, кореспондент газети, був поряд із армією в Кримській війні, тому став дуже впливовим завдяки своїм листам до Англії.
В інших подіях дев'ятнадцятого століття Таймс виступала проти скасування хлібних законів та допомагала жертвам ірландського картопляного голоду. З ентузіазмом підтримала законопроєкт Великої реформи 1832, що дозволило зменшити корупцію і збільшити електорат від 400 000 осіб до 800 000. Під час американської громадянської війни Таймс представляла інтереси багатих класів, але не була прихильником рабства.
З 1850-х років Таймс починає страждати від зростання конкуренції з боку пенні-преси, зокрема від The Daily Telegraph і Morning Post.

### 1890—1981
Газета належала родині Волтера аж до 1908 року, поки її не продали газетному магнату лорду Норткліфу, хоча невеликий пакет акцій Волтери зберігали за собою до 1966 р. Лорд Норткліф (уроджений Альфред Чарльз Вільям Хармсворт) починав як позаштатний журналіст, а згодом заснував кілька популярних газет, у тому числі Daily_Mail (1896) і Daily Mirror (1903). На початку 1900-х рр. для Таймс почалася чорна смуга: вона стала втрачати гроші і читачів. Норткліф замінив застаріле обладнання друкарні і знизив ціну газети з трьох пенсів до двох, а потім до одного.
До початку Першої світової війни її тираж піднявся до 278 тис. (На початку десятиліття він становив 38 тис.).
Після смерті Норткліфа в 1921 році газету продали Джону Якобу Астору, молодшому синові лорда Астора і прапраправнукові американського торговця хутром, що став згодом мультимільйонером. У руках цієї сім'ї газета залишалася до середини 1960-х рр., коли пережила ще один період спаду. Тираж впав до 228 тис., доходи від реклами були низькими, а майбутнє — невизначеним. Ходили розмови про злиття Таймс і Financial Times. Але Рой Томсон — перший прес-барон Томсон, який стояв біля витоків концерну — втрутився і врятував газету. Це було в 1966 р.
Не менш значна фігура, ніж його попередники, Томсон був сином перукаря з Торонто. Свого часу він відкрив радіостанцію з метою збільшення продажу радіоприймачів — історія, схожа на стратегію Джона Волтера двома століттями раніше. Радіостанція розрослася до інформаціонной імперії, до якої увійшли компанії Канади, США та Великої Британії. Кеннет Томсон став наступником свого батька в 1976 р. Таймс залишалася частиною групи Томсона до 1981 р, поки в лютому вона перейшла в руки австралійського медіамагната Мердока.

### 1981 до сьогодні
Своїм рішенням модернізувати газету Мердок вирвав британську газетну індустрію з «похмурого середньовіччя». Друкарські верстати на Фліт-стріт були застарілими, деякі з них діяли ще з 30-х рр., і робота на них велася в тісних і брудних приміщеннях. Історики і коментатори ЗМІ були одностайні в тому, що переїзд в Уоппінг, хоч би яким болісним він був у той час, став необхідністю.
Незважаючи на швидку модернізацію, що прийшла з епохою Мердока, на початку 90-х рр. The Times опинилася на узбіччі британського газетного ландшафту. Консервативна Daily Telegraph зі своїм майже мільйонним тиражем була лідером впливової преси, тоді як Таймс доводилося знижувати свої продажі на сотні тисяч.
Вважалося, що газету читають головним чином заможні люди середнього віку. Це була «газета для вищого світу» — дошка оголошень істеблішменту. Завдання полягало в тому, щоб зробити її доступнішою, не втративши при цьому жодного з основоположних принципів — якості, точності і авторитетності. Ще одним із намірів було завоювати ринок 25-44-річних — основну цільову групу рекламодавців.
Тому в 1933 році ціна газети знизилася з 45 до 30 пенсів, потім, у 1994, впала до 20 пенсів. У міру реалізації цієї стратегії Таймс наполегливо працювала над змістом. Всі визнавали її високий рівень висвітлення подій, новин політики і бізнесу, але тепер її статті стали ще гострішими і чіткішими. Більша увага приділялася спортивному життю. Здійснилися кроки для завоювання жіночої аудиторії. Бажаючи привернути увагу читачів до цих змін, у 1966 р. газета почала рекламну кампанію під гаслом «Час змін». Стратегія була вдалою і з 1993 по 1998 роки тираж піднявся на 31 %. А обсяг реклами збільшився втричі. Зараз ціна Таймс дорівнює 50 центам.
У травні 2008 року Таймс перейшла на повноколірний друк кожної сторінки. Кожного дня продається 382 198 копій газети.

## Аудиторія
- Кожного дня «Таймс» читають більш ніж 1,3 млн чоловік;
- 87 % читачів категорії АВС1;
- Читачі мають середній сімейний дохід у розмірі 45 000 фунтів стерлінгів;[10]

## Зміст
Головна секція починається з національних новин, далі йде розділ «Коммент» (Comment) та міжнародні новини. Матеріали про бізнес починаються з центрального розвороту, потім — рубрика «Реджістер» (Register), що вміщує відомі некрологи «Таймс», «Суди та соціальні питання» (Court&Social) тощо. Спортивна рубрика розпочинається на останній шпальті головної секції. «Кросворд Таймс» (the Times Crossword) традиційно розташовується наприкінці головної секції. Газета друкує головоломки з 20-х років XX століття. Кросворди складні, проте, як вважають співробітники редакції, не потрібно бути генієм, щоб їх розгадувати. Читачам дуже полюбилася ця головоломка, тому вони дуже обурюються, коли її переносять зі звичного місця в газеті на інше.
Мінімальний час на рішення кросворду з газети «Таймс» — 3 хвилини 45 секунд — затратив під час змагання, організованого радіопрограмою BBC Today, 43-річний англієць Ройне Дін у грудні 1970 року.
У травні 1966 лондонська «Таймс» отримала листа від жінки з острова Фіджі, у якому повідомлялося, що читачка тільки-но розв'язала Кросворд 673 у випуску газети від 4 квітня 1932 року. Таким чином, максимально витрачений час на розгадку кросворду становить 34 роки.
Кожного дня вміщуються різні тематичні секції, а саме:
- по понеділках друкуються «Гра» (Game) та «Таймс 2» (Times2);
- по вівторках всередині газети виходить секція «Тіло і Душа» («Body and Soul»);
- у середу в «Таймс» публікують «Моду» («Fashion»);
- у четвер газета привертає увагу аудиторії секцією «Стіл» (The Table), де описуються теми про харчування;
- по п'ятницях додають секції «Цегла та вапно» (Bricks and Mortar — про нерухомість), «Мистецтво та розваги» (Arts & Entertainment);

Суботній випуск «Таймс» відрізняється і структурою, і ціною. У будні газета коштує 1 фунт 20 пенсів і 1 фунт 50 пенсів у суботу. Видання пропонує читачам розширений випуск, який містить додаткові структурні вкладки: «Вихідні» (Weekend), «Суботнє ревю» (Saturday Review — історії читацького інтересу) та «Журнал» (The Magazine — інтер'єри, мода, стиль та краса, їжі та напої).

### «Таймс 2» («Times2»)
Таймс 2 — це щоденна секція з соціальної проблематики. Вона припинила своє існування 1 березня 2010 року, але 11 жовтня того ж року знову з'являється на шпальтах газети через негативну реакцію аудиторії. Містить огляди та колонки, наприклад, тут пише відомий математик Маркус дю Сотой. Також тут можна прочитати про мистецтво, телебачення та радіо. Виходить по понеділках.

### «Гра» («Game»)
Структурний додаток виходить по понеділках. Він містить всі футбольні події Великої Британії (Прем'єр-ліга та Чемпіонат Футбольної Ліги, Ліга Один та Ліга Два). Тут аналізують і шотландський футбол.

### «Санді таймс» («The Sunday Times»)
Недільний додаток до «Таймс». Була створена незалежно від неї і тільки в 1966 році обидва видання стали належати одному власнику. News International Руперта Мердока викупила обидві газети в 1981 році. Кожного року «Санді Таймс» публікує «Рейтинг найбагатших», який б'є рекорди продажів.

### «Таймс Атлас» («Times Atlas»)
У 1895 «Таймс» починає активно використовувати свій бренд і випускає «Таймс Атлас» (Times Atlas). Це видання готувалося на базі мап німецької фірми Velhagen & Klasing і являло собою звичайний атлас. Але в 1922 р. вийшов наступний випуск атласу. Він був підготовлений разом з единбурзькою картографічною фірмою Бартолом'ю і являв собою довідник та атлас світу — два в одному. Видання 1935 р. стало першим у світі атласом малого формату. Випуск 1958 р. складався з 5 томів. У 1967 р. вийшов перший Комплексний атлас світу. Через 12 років газета видала перший тематичний атлас — «Атлас Місяця». З 1972 р. видається серія «Малий атлас світу від „Таймс“». З 1995 р. атласи створюють за допомогою цифрових технологій. У 2008 р. газета почала розробку персонального атласу преміум-класу. Таке задоволення коштує 1520 фунтів стерлінгів та створюється за особистими вимогами клієнта.
«Комплексний атлас світу „Таймс“ був невіддільною частиною мого життя протягом багатьох років. Це цілий світ в одному томі» 
Пол Теру

### Інші проєкти
У 1902 стартував ще один проєкт «Літературний додаток до Таймс» (The Times Literary Supplement). Цей додаток виходить раз на тиждень, присвячений питанням літератури та культури. Поступово стає дуже популярним і в 1914 виокремлюється в окреме видання. Тижневик видається до сьогодні і перебуває у власності «Ньюз Інтернешіонал».
Деякі додатки, такі як «Освітній додаток до Таймс» (The Times Educational Supplement), «Додаток вищої освіти Таймс» (The Times Higher Education) також стали самостійними проєктами. Пізніше були об'єднані у незалежну структуру Ті-Ес-Ел Едьюкейшіон ЛТД. (TSL Education Ltd.).

## Основні оглядачі
- Девід Аароновітч;
- Саймон Барнс;
- Пітер Брукс;
- Камілла Кавендіш;
- Філіп Коллінз;
- Джайлз Корен;
- Даніель Фінкельштейн;
- Кейтлін Моран;
- Метью Перріс;
- Тім Монтгомері;
- Мелані Рід;
- Дженіс Тернер;[15]

## «Таймс» і бізнес
Згідно з Британським бізнес-оглядом (вересень 2011) «Таймс» виявилася газетою номер один для ділових читачів. 2011 року газета виграла нагороду Press Awards як команда року.

## «Таймс» у глобальній мережі Інтернет
«Таймс» дуже обережно ставиться до онлайн-комунікації. На відміну від інших якісних денних видань, вона обмежила доступ до цифрового контенту і намагається привчити користувачів сайту до формату якісного, тобто, платного інтернет-ресурсу (відомо, що на серпень 2014 р. користування інтернет-послугами становить 6 фунтів стерлінгів на тиждень. "Таймс" працює за принципом: «Сайт не має бути зручним. Він повинен спочатку стати звичний, потім — комфортним, а далі -своїм». Після введення плати «Таймс» у 2010 р. втратила 4 млн унікальних відвідувачів. Сьогодні сторінку «Таймс» для планшетів використовують близько 62 тис. користувачів, у той час, як у "Санді Таймс"нараховується десь лише  89 тисяч.
На даний час є два вебресурси: thetimes.co.uk, який спрямований на щоденних читачів, і thesundaytimes.co.uk — сайт на надання щотижневого журналу. Є також Ipad- і Android-видання обох газет. З липня 2010 року ресурс зажадав від читачів, що не підписалися на друковане видання, заплатити 2 фунти на тиждень, щоб прочитати The Times і The Sunday Times в Інтернеті.
Відвідування вебсайту знизилося на 87 % з моменту появи платного доступу, кількість унікальних користувачів на місяць знизилась з 21 млн до 2,7 млн. У квітні 2009 року TimesOnline сайт мав щоденну читацьку аудиторію 750000. Станом на жовтень 2011 року налічувалося близько 111 000 передплатників цифрових продуктів.